# Броненосцы типа «Ройял Соверен»

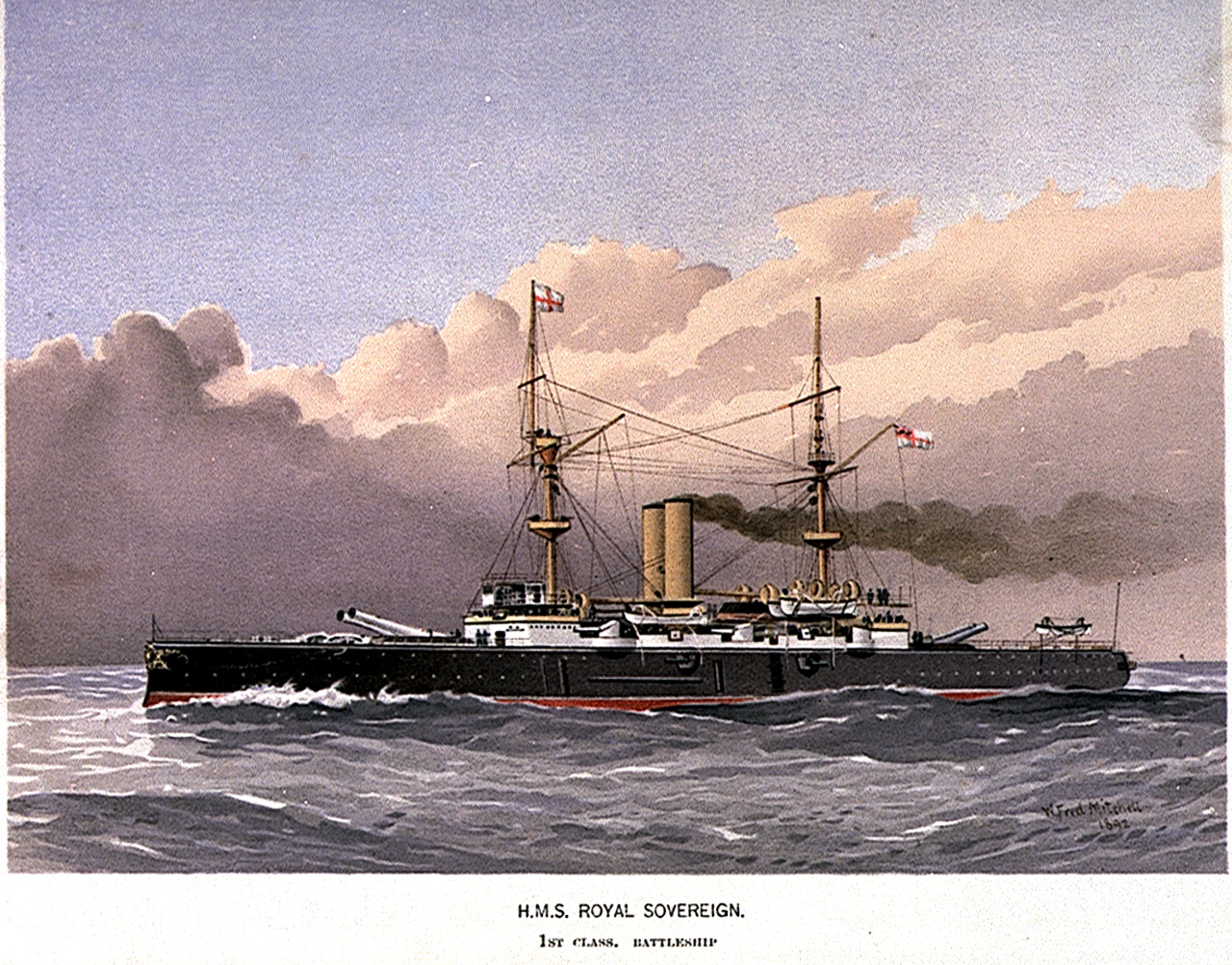
Броненосец «Ройал Соверен» (1892). Худ. Уильям Митчелл

Броненосцы типа «Ройял Соверен» (англ. Royal Sovereign class battleships) — серия британских броненосцев 1890-х годов.
Броненосцы типа «Ройял Соверен» явились дальнейшим развитием броненосцев типа «Адмирал», ознаменовавшим собой окончательную выработку британскими кораблестроителями оптимальной конструктивной схемы броненосца, остававшейся в дальнейшем неизменной на последующих кораблях, вплоть до перехода к дредноутам.

## Конструкция

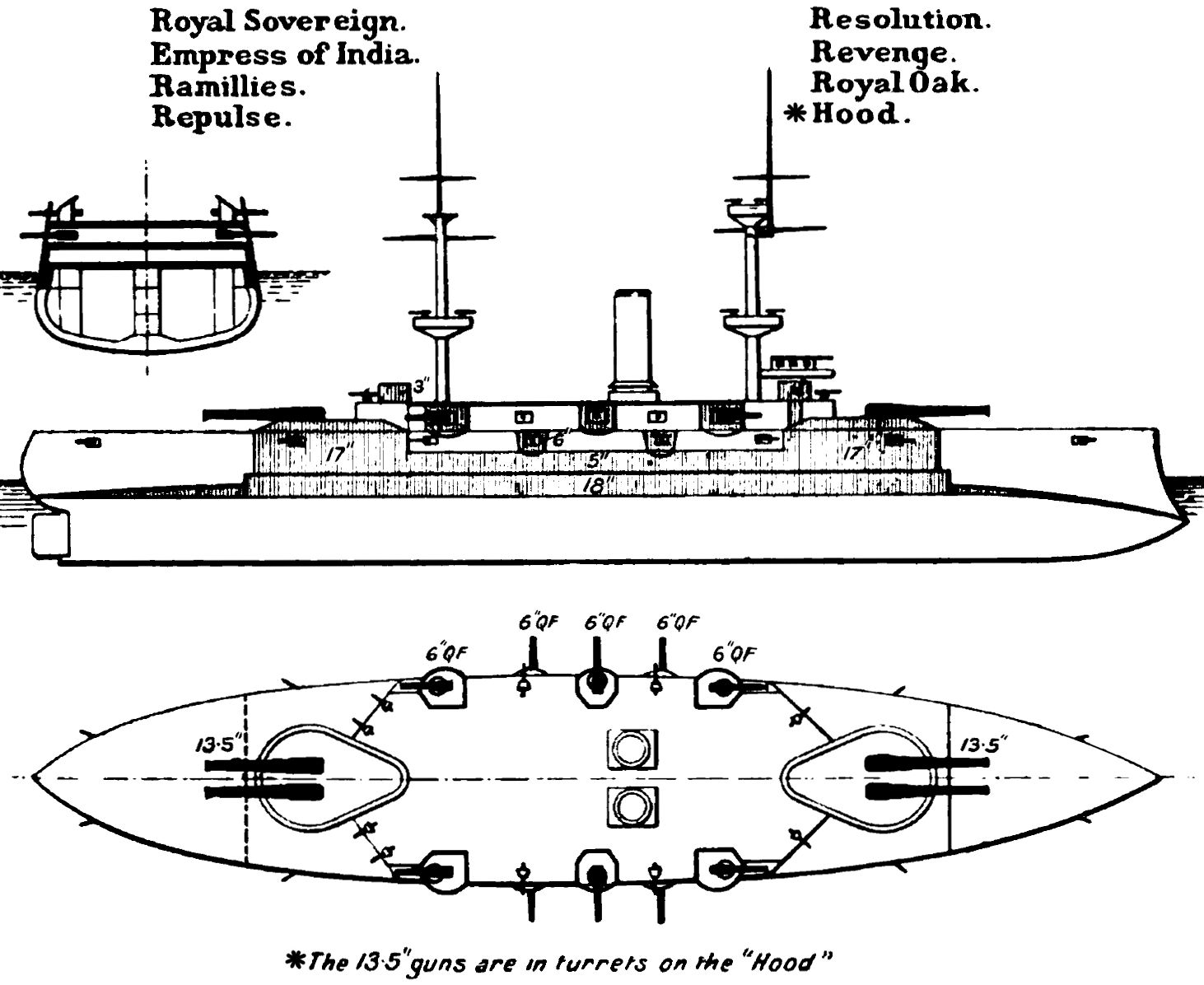
Броненосцы типа «Ройял Соверен». Схема.

Броненосцы типа «Ройял Соверен» нарушили долго продолжавшееся ограничение размеров британских линейных кораблей и стали самыми большими кораблями военно-морского флота в то время. На размерах линейного корабля явно сказывалась политика Английского адмиралтейства, опиравшегося на тактику (систему) блокады.
От своего предшественника тип «Ройял Соверен» отличался прежде всего добавлением ещё одной палубы, до 5,5 метров увеличившей высоту надводного борта и значительно поднявшей мореходность, а также введением верхнего броневого пояса для защиты от скорострельной артиллерии и увеличенной глубиной барбетов. Эти, а также ряд других улучшений привели к почти полуторакратному росту водоизмещения новых кораблей по сравнению с типом «Адмирал».
Уильям Уайт считал, что несомненное превосходство больших кораблей заключается именно в их размерах. Корабли умеренной длины с умеренным водоизмещением не имеют такой возможности поддерживать скорость хода, как корабли больших размеров. Даже при небольшом волнении моря обеспечить устойчивость малых кораблей как орудийных платформ труднее, чем больших.
Долгое время шли споры между кораблестроителями по вопросу размещения вооружения. Предшествующие британские броненосцы обычно имели орудия главного калибра во вращающихся башнях; однако, броненосцы типа «Адмирал» продемонстрировали достоинства барбетных орудийных установок, в которых орудие, на вращающейся платформе, окружалось неподвижным бруствером брони. Подобное решение позволяло вращать только сами орудия, а не огромную массу брони вокруг; при этом, орудийная прислуга и механизмы были надежно укрыты от снарядов за броневым барбетом, над которым выступал только весьма устойчивый к повреждениям орудийный ствол. Решение об установке орудий главного калибра в барбетах стало победой Уайта. В качестве уступки рекомендации Худа о том, чтобы один корабль, имел башенную установку орудий, и броненосец, строившейся в Чатеме, был перепроектирован в соответствии с этим требованием и получил название «Худ». Через несколько лет после постройки линейных кораблей типа «Royal Sovereign» барбеты получили бронированные колпаки, барбетная установка сохранила свое название, но постепенно слово «башня» вошло в употребление при описании колпака или броневого башнеподобного щита барбетной установки, оставляя термин «барбет» для неподвижного основания. Новое употребление вытеснило старое значение полностью, и все башнеподобные щиты барбетных установок, большие или малые, бронированные или нет, стали называться «башнями», в то время как слово «барбет» часто употреблялось для обозначения оснований башен.
Самой главной особенностью броненосцев типа «Ройал Соверен» стал их высокий надводный борт. В течение последних 15 лет британские линкоры сильно страдали от их низкого борта, вынужденно применяемого с целью экономии водоизмещения. Но с переходом к барбету и снятием ограничений на водоизмещение, Уайту удалось и обеспечить высокий борт, и повысить скорость хода. Теперь стало ясно, что именно высота борта в носу прямо влияет на скорость, с которой корабль может идти против волны. При низком надводном борте при достижении определённой скорости, зависящей от состояния моря, очертания форштевня и других факторов, носом принималось столько воды, а лобовое сопротивление при этом возрастало настолько, что становилось невозможным дальнейшее увеличение хода.
Из-за более высокого борта центр тяжести переместился вверх, Уайт возродил на новых броненосцах одну из особенностей конструкции парусных линейных кораблей, придав надводному борту «соверенов» приметно заваленную внутрь форму. Теперь британские броненосцы во многом выглядели как французские корабли Эмиля Бертена. Единственным исключением был «Худ», который, в отличие в отличие от остальных кораблей имел башни и низкий надводный борт, из-за чего более напоминал броненосцы «Нил» и «Трафальгар», чем своих собратьев.

### Вооружение
Основное вооружение броненосцев типа «Роял Соверен» составили уже проверенные 343-миллиметровые 30-калиберные орудия. Последние три из восьми броненосцев должны были иметь орудия главного калибра весом около 50 тонн и калибром 305 мм на двух платформах в барбетах и на «Худе» в башнях. Эти могучие пушки, разработанные для вооружения броненосцев типа «Адмирал», весили 67 тонн каждое и уже не считались сильнейшими потому что в состав иностранных флотов уже входили корабли с 75-тонными орудиями. Они стреляли 567 килограммовым бронебойным снарядом с начальной скоростью в 628 метров в секунду; такой снаряд мог пролететь 11 950 ярдов (10 930 метров), но представления того времени о дистанциях морского боя предполагали, что исход сражения будет решаться в ближнем бою. Броненосцы несли четыре таких орудия, по две в носовой и кормовой орудийных установках.

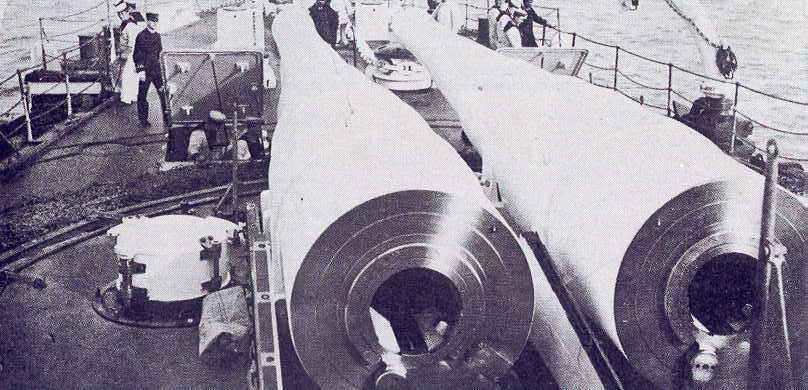
Носовые орудия HMS «Royal Sovereing»

Орудийные установки были расположены в барбетах — неподвижных ограждениях из брони, внутри которых располагались орудия, стреляя поверх броневой защиты. На броненосцах типа «Роял Соверен» барбеты имели грушевидную форму; в широкой части (обращенной к оконечности корабля) находилась вращающаяся платформа с орудиями, а в узкой (обращенной к середине корпуса корабля) находились механизмы подачи боеприпасов и заряжания. Так как механизмы перезарядки не вращались вместе с орудием, перезаряжание производилось только при нулевом угле горизонтального наведения, что вынуждало ставить орудия для перезарядки в диаметральную плоскость корабля и существенно замедляло темп стрельбы. Скорострельность орудий «Роял Соверенов» составляла один выстрел в 2 минуты.

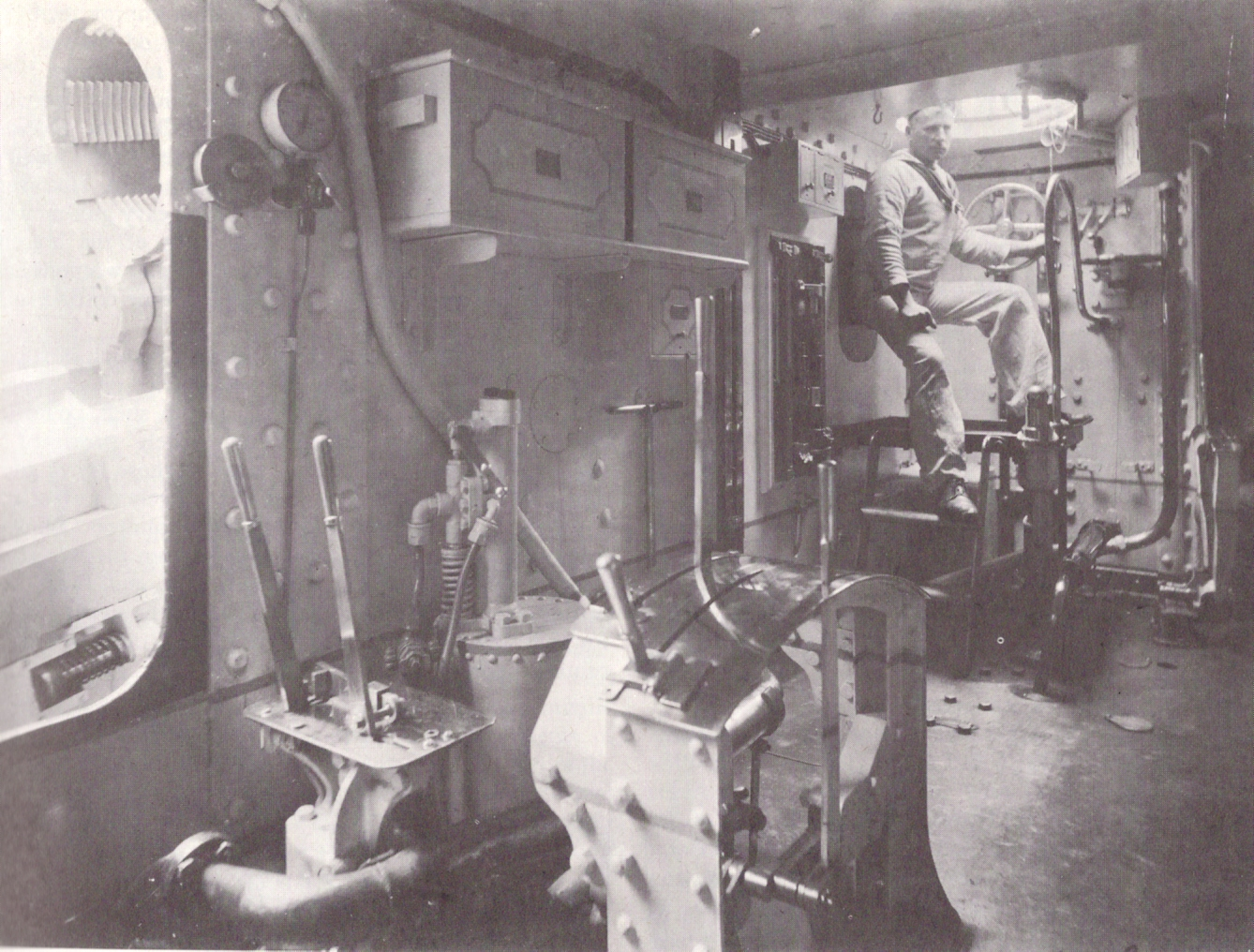
Вид изнутри на орудийную установку HMS «Repulse»

Исключением из общего числа был броненосец «Худ», на котором орудия главного калибра располагались в башнях. Защита орудий и прислуги была лучше, но платой за это стал значительно больший вес орудийных установок «Худа», и — за счет необходимости вращать огромный вес брони — наводились они с большим трудом. В целом, сопоставление в пределах конструктивно близких кораблей продемонстрировало недостаточную эффективность башен; барбетные установки были легче, орудия в них располагались выше, прислуга и орудийные механизмы были адекватно скрыты за броневым ограждением, а сами орудия представляли собой очень небольшую мишень, и были малоуязвимы для мелкокалиберных снарядов и осколков. Как следствие, «Худ» стал последним броненосцем британского флота с старомодными цилиндрическими башнями.
Средний калибр. К концу 1880-х годов, британским артиллеристам удалось разработать удачную скорострельную пушку калибром 152-мм. Эскадренные броненосцы типа «Ройял Соверен» стали первыми британскими броненосцами, которые вооружили 152-мм орудиями нового образца. Они могли производить пять выстрелов в минуту. Начальная скорость снаряда была 655 м/с при весе снаряда 45,4 кг. Орудие имело длину 40 калибров. Вследствие большей длины ствола удалось добиться при заряде в 13,5 кг пороха марки «Е. Х. Е.» большую начальную скорость, чем у прежних орудий с употреблявшимися зарядами в 21,8 кг. При замене пороха кордитом заряд снаряда уменьшался до 6,8 кг. Эти орудия стали первыми специально изготовленными для стрельбы кордитными снарядами. Орудия первоначально имели трёхактные поршневые затворы, позднее получили затворы Велина (двухтактные). Имея скорострельность в 5-7 выстрелов в минуту, 152-мм пушка не уступала в огневой производительности 120-мм, значительно превосходя более легкие орудия в весе снаряда.
Броненосцы типа «Роял Соверен» несли десять таких орудий, три на верхней и два на средней палубе с каждого борта. Расположение среднего калибра повторяло аналогичное на крейсерах «Блэйк» и «Бленхейм» — орудия на верхней палубе прикрывались щитами, в то время как 152-мм пушки на средней палубе заключались в броневые казематы. Учитывая медленный темп стрельбы 343-мм орудий, скорострельные 152-мм пушки воспринимались даже как «настоящий главный калибр броненосца» — тяжелые орудия де-факто отодвигались на второй план.

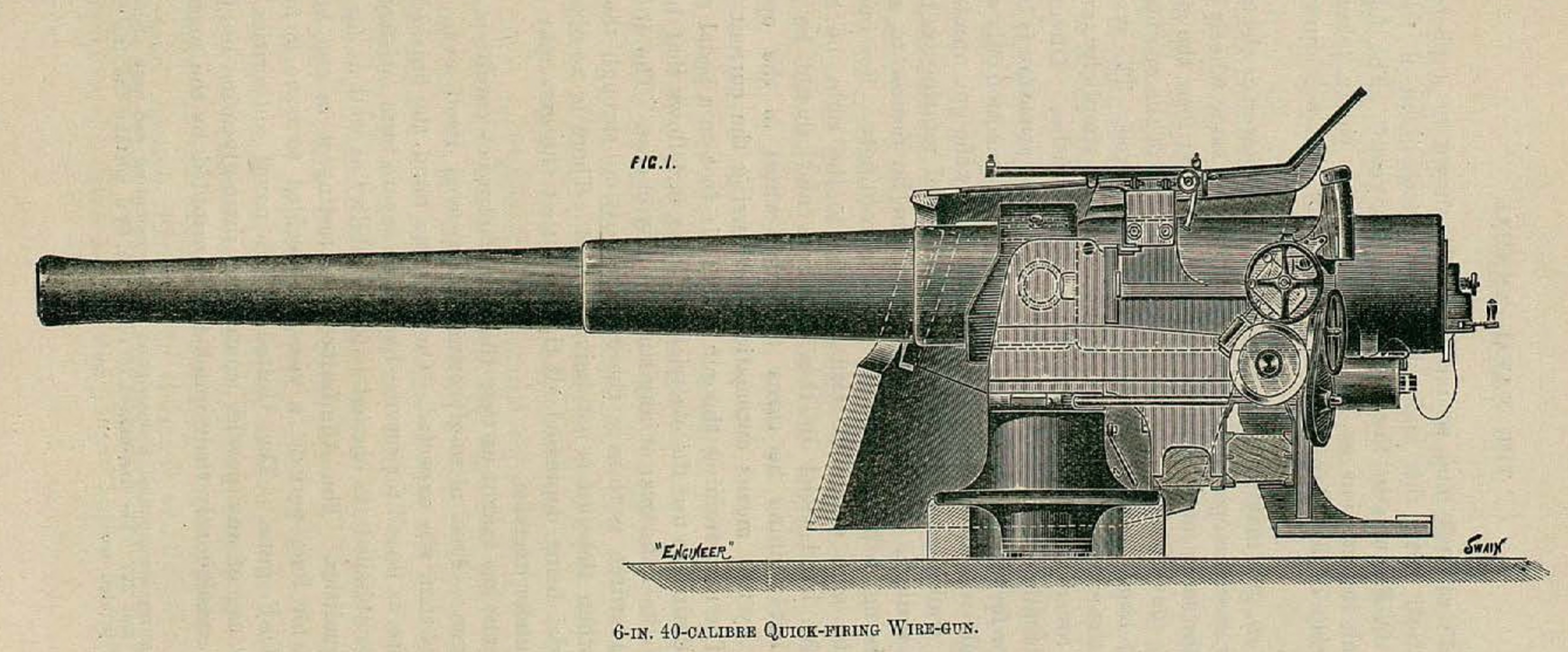
6-дюймовая 40-калиберная скорострельная пушка

Противоминное вооружение броненосцев типа «Роял Соверен» состояло из скорострельных 57-мм орудий, которые стояли на верхней (четыре орудия) и главной палубах (12 орудий). 47-мм орудия размещались на навесной палубе и боевых марсах. Кроме того, имелось два 9-фунтовых десантных орудия.
Так как концепции того времени предполагали решительное сражение на небольших дистанциях, корабли типа «Роял Соверен» имели мощное торпедное вооружение. Вместо прежних торпедных аппаратов 356-мм калибра эти корабли получили на вооружение новую модель 457-мм калибра. Первоначально на броненосцах имелось по 7 торпедных аппаратов, из которых два были подводные, а из остальных надводных четыре располагались на главной палубе побортно между броневыми переборками, а пятый в корме.

### Броневая защита

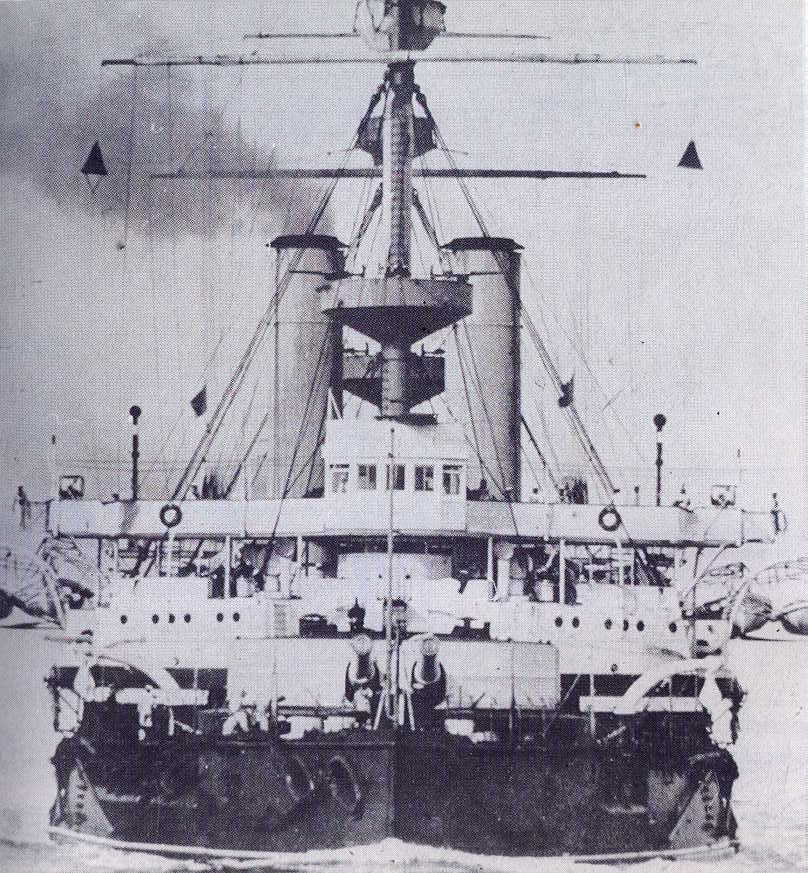
HMS «Hood» в Средиземном Море в 1901 году

Удлинение поясной защиты по сравнению с типом «Admiral» (с 45 % до 63 % от длины корабля) было вызвано необходимостью защитить ватерлинию от действия фугасных снарядов. Когда проект обсуждался, Уайт рекомендовал легко забронировать нос перед цитаделью, поскольку для того, чтобы поддерживать достаточно высокую скорость во время боя при преследовании, броненосец должен выдерживать попадания в носовую часть. Но в заключении комитета, занимавшимся выработкой элементов новых линейных кораблей, и поддержанном Советом, утверждалось, что оконечности должны быть оставлены небронированными и наилучшей защитой считалась броневая палуба ниже уровня ватерлинии.
Основной броневой пояс имел толщину 457 миллиметров и был изготовлен из стале-железной брони «Компаунд», полученной спайкой наложенных друг на друга стальной и железной плит. У нижней кромки главный пояс утончался до 203 мм. Стальная плита играла роль твердой поверхности, а железная под ней придавала броне необходимую упругость, защищая от растрескивания. Пояс тянулся примерно на две третьих длины корабля, от носовой и до кормовой барбетной установки. Высота пояса составляла 2,6 метра; при нормальной загрузке, только 1 метр пояса выступал над ватерлинией. По краям, пояс был замкнут поперечными броневыми траверзами, толщиной в 406 миллиметров — носовой, и 356 миллиметров — кормовой.
Над главным поясом располагался верхний, из 127-мм гарвеевской стали (на «Ramillies», «Repulse», «Revenge» и «Royal Oak» была никелевая стальная броня) на тиковой подкладке, за которой находились угольные ямы шириной 3,2 м, что считалось достаточным для предотвращения пробивания этого района скорострельными орудиями, принимаемыми тогда на вооружение. В оконечностях второй пояс крепился к барбетам в виде поперечных косых траверзов, образуя тем самым центральный редут значительной протяженности.
Орудия защищались барбетами, опускавшимися вниз до уровня броневого пояса. Они были толщиной 432 мм в более широкой своей части и 406 мм в узкой и 279 там, где прикрывались бортовой броней верхнего пояса. Барбеты основанием касались броневой палубы и выступали на 0,762 м над верхней. На «Худе», единственном башенном корабле серии, башни защищались аналогичной толщины плитами.
Казематы среднего калибра защищались 152 миллиметровой броней.
Поверх главного пояса находилась стальная палуба толщиной 76-мм. Впереди и позади броневого пояса располагались подводные карапасные 63,5-мм палубы, идущие до носа и кормы.
В целом бронирование броненосцев типа «Royal Sovereign» отвечало требованиям своего времени. Хотя она и была типа всё ли ничего, но уменьшив толщину плит (что стало возможным благодаря улучшению их качества), удалось увеличить площадь надводного борта, защищенного броней, до 51 %, что позволяло как то противостоять огню скорострельной артиллерии. На следующим типе броненосцев перешли на новую схему защиты.

### Силовая установка
Броненосцы типа «Ройял Соверен» приводились в движение двумя 3-цилиндровыми паровыми машинами тройного расширения, конструкции Хэмпфри-Теннанта. Восемь одинарных котлов размещалось в 4-х котельных отделениях посередине корабля задними стенками друг к другу, так что котельные отделения простирались вдоль корпуса. Вспомогательных котлов не было. Диаметр котлов составлял 4,62 м, а длина 2,84 м. Каждый котел имел по четыре топки. Площадь колосниковых решеток равнялась 65,0 м², а площадь нагрева 1817 м². Котлы и котельные трубки изготовили из стали. Диаметр последних 63,5 мм, толщина стенок не менее 4,2 мм. Высота дымовой трубы над топками была около 19,8 м. Силовая установка броненосцев развивала 9000 л. с. Скорость кораблей на пробе достигла 15,7 узлов; при форсированной подаче воздуха, скорость могла кратковременно возрастать до 17,5 и даже 18 узлов, но подобное форсирование угрожало повреждениями трубок в котлах и на практике было ненадежно. Удельный расход топлива оказался девять тонн в час при мощности машин 6000 л. с., а при мощности 9000 л. с. (что давало скорость 15 узлов) — 10 тонн в час. Броненосцы принимали на борт 1250 тонн угля.
Гребные винты, сделанные из пушечного металла, имели диаметр 5,18 м и шаг 5,49 м. Имелись две циркуляционные помпы производительностью 1100 т каждая.
Броненосцы типа «Роял Соверен» были спроектированы так, чтобы быть хорошими, стабильными орудийными платформами с плавной качкой. Однако, британцев подвело отсутствие опыта проектирования крупных высокобортных броненосцев; на испытаниях выяснилось, что качка кораблей превысила расчетную, приближаясь к опасному пределу потери остойчивости. Чтобы исправить проблему, броненосцы были оснащены скуловыми килями, и на последующей службе продемонстрировали отличные мореходные качества, установка скуловых килей не оказала заметного влияния на их скорость. Исключением являлся низкобортный «Худ», который заливало при быстром ходе, и который был сочтен непригодным для океанской службы; по иронии судьбы он же был единственным кораблем, не столкнувшимся с проблемой опасной качки.

## Служба
Всего в 1889—1894 годах было построено семь кораблей типа «Ройял Соверен».

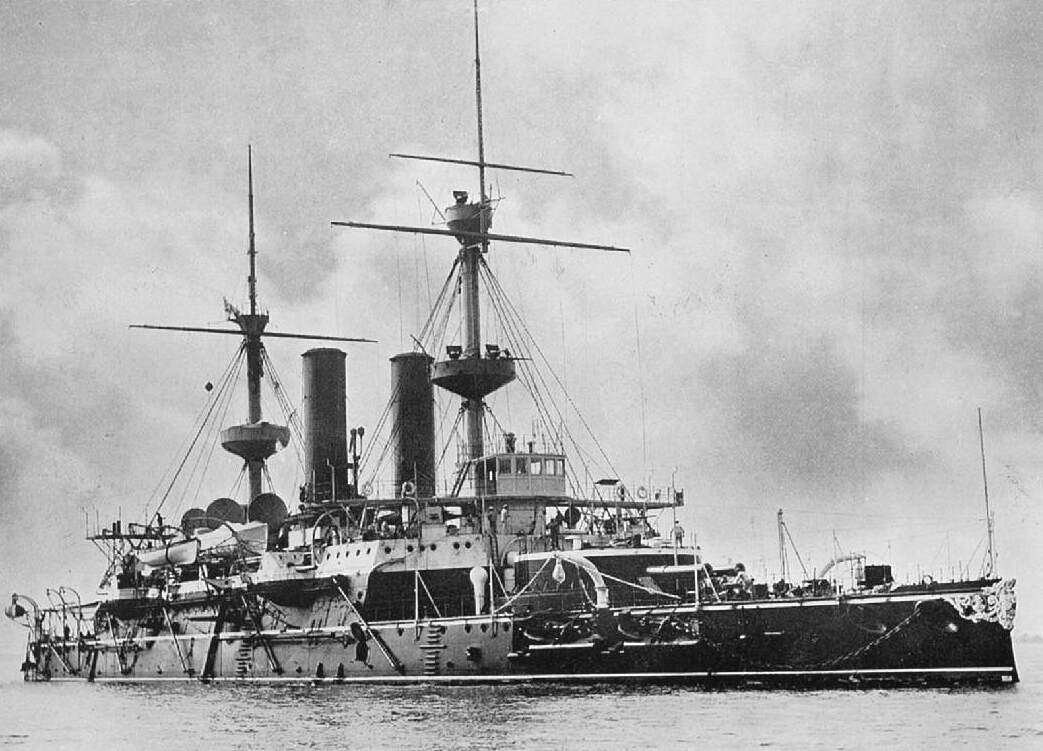
HMS Hood

 Ещё один броненосец, «Худ», был в целом аналогичен типу «Ройял Соверен», но отличался башенными установками главного калибра вместо барбетных, для чего высоту надводного борта пришлось сократить более чем на два метра; вследствие вызванной этим низкой мореходности «Худ» был сочтён неудачным образцом и развитие этого направления было прекращено. Первые годы своей службы семь броненосцев типа «Ройял Соверен» провели на Средиземном море и флоте метрополии, а с 1902 года — постоянно в составе последнего. Большинство кораблей этого типа участия в боевых действиях не принимало и в 1909—1914 годах были сняты с вооружения и пущены на слом. Единственный из кораблей этого типа, «Ривендж», до Первой мировой войны не успели продать на слом и с её началом был возвращён в состав действующего флота. Несмотря на полную устарелость, проводил обстрелы сухопутных позиций противника у бельгийского побережья. В 1915 году был разукомплектован, а в 1919 году был продан на слом.

## Представители
| Название                            | Верфь               | Закладка            | Спуск на воду      | Вступление в строй | Судьба                        |
| ----------------------------------- | ------------------- | ------------------- | ------------------ | ------------------ | ----------------------------- |
| «Ройял Соверен» Royal Sovereign     | Portsmouth Dockyard | 30 сентября 1889 г. | 26 февраля 1891 г. | май 1892 г.        | продан на слом в 1913 г.      |
| «Эмпресс оф Индиа» Empress of India | Pembroke Dockyard   | 9 июля 1889 г.      | 7 мая 1891 г.      | август 1893 г.     | потоплен как мишень в 1913 г. |
| «Худ» Hood                          | Chatham Dockyard    | 12 августа 1889 г.  | 30 июля 1891 г.    | июнь 1893 г.       | затоплен 4 ноября 1914 г.     |
| «Рамиллес» Ramillies                | Thomson, Clydebank  | 11 августа 1890 г.  | 1 марта 1892 г.    | октябрь 1893 г.    | продан на слом в 1913 г.      |
| «Рипалс» Repulse                    | Pembroke Dockyard   | 1 января 1890 г.    | 27 февраля 1892 г. | апрель 1894 г.     | продан на слом в 1911 г.      |
| «Резолюшн» Resolution               | Palmer              | 14 июня 1890 г.     | 28 мая 1892 г.     | ноябрь 1893 г.     | продан на слом в 1914 г.      |
| «Ривендж» Revenge                   | Palmer              | 12 февраля 1891 г.  | 3 ноября 1892 г.   | март 1894 г.       | продан на слом в 1919 г.      |
| «Ройял Ок» Royal Oak                | Laird, Birkenhead   | 29 мая 1890 г.      | 5 ноября 1892 г.   | июнь 1894 г.       | продан на слом в 1914 г.      |

## Оценка проекта
Броненосцы типа «Ройял Соверен» были важнейшей вехой в истории британского броненосного кораблестроения, заложившей основы так называемого «стандартного» типа броненосцев. На них британцы впервые сумели гармонично объединить огневую мощь, защищенность, скорость и мореходность — пускай и ценой значительного роста водоизмещения. Кроме того, постройка «Ройял Соверенов» наглядно продемонстрировала англичанам выгодность крупносерийного строительства тяжелых кораблей и эффективность формирования эскадр из близких по тактико-техническим характеристикам единиц.
Для своего времени, эти корабли, несомненно, относились к сильнейшим. На них впервые был сделан важный шаг к увеличению площади броневой защиты — в противовес ранее господствовавшему направлению, постулировавшему возможно более толстую защиту минимальной площади. Это было связано с развитием скорострельной артиллерии среднего калибра, способной эффективно поражать градом фугасных снарядов небронированные борта противника. Прежние броненосцы, имевшие толстую броню небольшой площади, могли бы быть разбиты огнём скорострельных орудий в небронированных частях, набрать воду сквозь пробоины и утратить боеспособность, даже если бы их мощная броня ни разу не была пробита. «Роял Соверены» были более эффективно защищены против такого воздействия. Их собственная скорострельная батарея, размещенная в казематах, имела эффективные углы обстрела. Наконец, их высокий борт делал их прекрасными океанскими кораблями, способными оперировать в любую погоду.
Сравнение с построенным по аналогичному проекту низкобортным башенным «Худом» наглядно продемонстрировало все преимущества высокобортных барбетных кораблей типа «Роял Соверен». Там, где «Худ» зарывался носом в волны и его орудия теряли работоспособность из-за захлестывания воды в амбразуры, высокобортные «Роял Соверены» могли двигаться и действовать эффективно, теряя лишь возможность оперировать среднекалиберными орудиями на нижней палубе. Осознав это, британцы пришли к выводу о неэффективности ранее доминировавших в их флоте низкобортных башенных кораблей, и более не возвращались к этому типу.
Тем не менее, у этих впечатляющих кораблей были и недостатки. Одним из основных было применение 343-миллиметровых 30-калиберных орудий в качестве главного калибра; мощные на момент закладки, эти орудия к моменту вступления броненосцев в состав флота уже отставали от требований времени. Их скорострельность была очень ограничена, а пробивная сила — невелика из-за небольшой длины ствола. Имелись недостатки и в схеме бронирования: отсутствие вертикальной защиты в оконечностях могло привести к их значимому разрушению огнём скорострельных орудий противника. Корабли были спроектированы так, чтобы не терять плавучести, пока их цитадель не пробита, но повреждения борта у ватерлинии в оконечностях грозили потерей скорости. Также не имелось никакой верхней защиты у барбетных установок, что создавало риск выведения орудий из строя разрывом снаряда над ними.
В целом, броненосцы типа «Ройял Соверен» оказались впечатляющим достижением британской инженерной школы, и произвели значительное впечатление на кораблестроителей. Инженеры других стран, проектируя свои новые броненосцы, начали ориентироваться на тип «Роял Соверена» — что, по иронии судьбы, лишь подстегнуло гонку военно-морских вооружений, которую «Роял Соверены» были призваны сдержать!